# 魚台県
魚台県（ぎょたい-けん）は、中華人民共和国山東省済寧市に位置する県。

## 行政区画
下部に2街道、9鎮を管轄する。
- 街道:穀亭街道、浜湖街道
- 鎮:清河鎮、魚城鎮、王魯鎮、張黄鎮、王廟鎮、李閣鎮、唐馬鎮、老寨鎮、羅屯鎮